# Jan Rajewski
Jan Rajewski (ur. 14 maja 1857 w Baliczach Podgórnych, powiat żydaczowski, zm. 30 lub 31 grudnia 1906 we Lwowie) – polski matematyk, profesor Uniwersytetu Lwowskiego.

## Życiorys
Uczęszczał do gimnazjów w Drohobyczu i Lwowie, w latach 1875–1879 studiował matematykę i fizykę na Wydziale Filozoficznym Uniwersytetu Lwowskiego. Był asystentem na Politechnice Lwowskiej, w 1884 obronił na Uniwersytecie Lwowskim doktorat na podstawie pracy O całkowaniu równań różniczkowych linijnych rzędu drugiego. W latach 1883–1890 był nauczycielem matematyki i fizyki w II i IV Gimnazjum we Lwowie, w 1890 w gimnazjum w Stanisławowie, 1890-1900 w Państwowej Szkole Przemysłowej w Krakowie.
W czerwcu 1900 dzięki staraniom Józefa Puzyny został nadzwyczajnym profesorem matematyki Uniwersytetu Lwowskiego; miał objąć II katedrę matematyki, ale ostatecznie nie doszło do utworzenia tej katedry wobec sprzeciwu władz austriackich. Rajewski zasiadał w komisji egzaminacyjnej dla kandydatek na nauczycielki w lwowskich liceach żeńskich. Miał opinię utalentowanego dydaktyka. Został pochowany na Cmentarzu Łyczakowskim.
Był autorem prac z wyższej matematyki, m.in.:
- O całkach nieregularnych równań różniczkowych liniowych (1890),
- O pewnych całkach określonych (1890),
- O funkcjach hypergeometrycznych rzędu wyższego i ich przekształceniach (1901).